# ドルフィン・プロジェクト
ドルフィン・プロジェクトは、イルカの解放を主張するアメリカ合衆国の動物愛護団体。「イルカプロジェクト」とも呼ばれる。反イルカ漁・反捕鯨映画『ザ・コーヴ』主役のリック・オバリーが1970年に創設した。日本では和歌山県東牟婁郡太地町で毎年およそ半年ほどの間、小型鯨類の追い込み網漁業の阻止の活動を行っている。水族館などに捕えられたイルカだけを愛護する団体であり、2010年以降は、シーシェパードと組んで、太地からイルカを輸入しないように、関係する国にも赴いて反対活動を行う。

## 歴史
1960年代の米国のテレビドラマ『わんぱくフリッパー』撮影中に、イルカを次々に死なせてしまい、調教師（トレーナー）を解雇されたリック・オバリーが、1970年4月22日に「イルカプロジェクト」を創設した。オバリーは、水族館のイルカの網を破るなど、わざと犯罪をして名を売った。1975年に米国の2頭のイルカを放流するなど、ブラジル、ハイチ、グアテマラなどでも、それぞれ何頭かのイルカを水槽から解放した。
2003年にオバリーは、初めて太地町に行き（同年シーシェパードも太地に初めて行き、漁網切断事件を起こした）、2009年に太地や日本の捕鯨文化を批判的に描いた映画『ザ・コーヴ』の主演を、オバリーが演じた。また2015年の反証映画ビハインド・ザ・コーヴ　〜捕鯨問題の謎に迫る〜で目的は日本への「外圧」であると話している。。映画『ザ・コーヴ』はプロパガンダとみられる。2014年、イルカプロジェクトは、太地町立くじらの博物館に入館拒否されたため、訴訟を提起した（動物愛護団体「オーストラリア・フォー・ドルフィン」と共に提訴）。
太地産のイルカを追い、世界で活動する。タイ王国のプーケットでは、「イルカプロジェクト」はシーシェパードと組んで、ドルフィナリウムの建設に反対した。また、中国に進出し、PR活動をした。

## 主要構成員
- リック・オバリー[8]
- オバリーの息子（Lincoln O'Barry）[9]
- Takayo Yamaguchi[10] - ジャパンタイムズの Shaun O'dwyer によると、2014年9月頃に、SNSで「tweetstorm」を企画した[11]。日本では、芸能人にイルカ漁反対のツイートが大量に送られた事件として知られる[12]。
- 石井泉[13] - オバリーとともに、静岡県伊東市富戸と和歌山県太地町の漁へ抗議活動した[14]。世界登録を申請していた伊豆半島ジオパークを1万2千通の反対署名を集め、保留に持ち込んだとされる[15]。

主な構成員
- リック・オバリー（1939年生まれ）
- リック・オバリーの息子も手伝う
- Takayo Yamaguchi
- 石井 泉（静岡県伊東市富戸の漁師）

ドルフィン・プロジェクトのメンバーです

## 博物館への訴訟

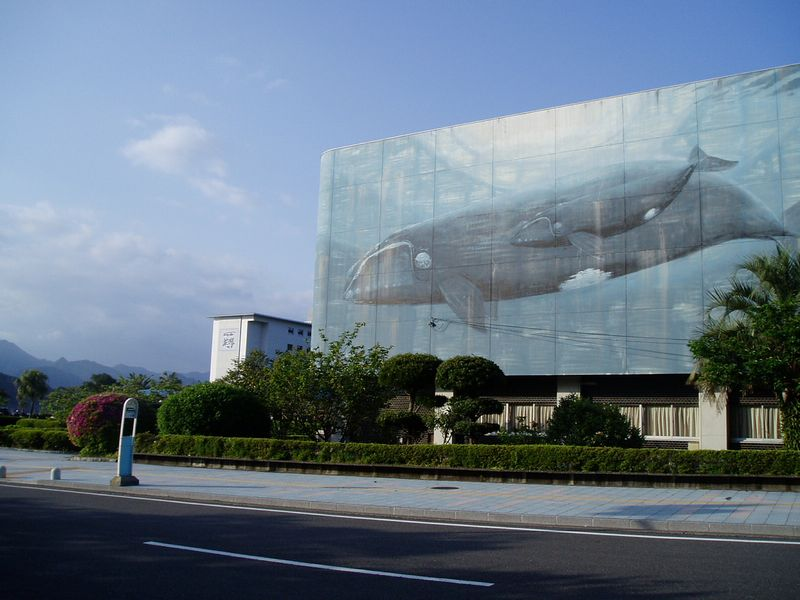
太地町の博物館

2014年2月、「オーストラリア・フォー・ドルフィンズ」代表のサラ・ルーカスが、米のテレビ番組『60 Minutes』のテレビカメラを連れて、太地町の博物館の中で撮影をした。博物館によると、この撮影は、観光目的と偽って、無許可で館内を撮影したものだと主張した。以前に、そういうことがあったので、4日後にまた来た際に、係員が注意し、入館拒否した。だが、係員の英語力が不足し、プラカードを見せるだけの舌足らずで説明不足であったのを、ルーカスらは人種差別だと見做して訴訟を提起した。また、オバリーはルーカスとともに、東京で訴訟について共同で記者会見をした。7月、太地町側は、全面的に争う構えを示した。